# Maderuelo
Maderuelo é um município da Espanha na província de Segóvia, comunidade autónoma de Castela e Leão, de área 93,76 km² com população de 156 habitantes (2004) e densidade populacional de 1,59 hab/km².
A sua reconquista, nos começos do século XI, levou a que Maderuelo fosse a primeira linha defensiva da margem esquerda do Douro, deixando atrás de si uma herança de muralhas e um traçado sinuoso, medieval, de ruas estreitas e pequenas praças. Igualmente medievais são as origens de vários templos, como as igrejas de São Miguel e de Santa Maria. 
Faz parte da rede das Aldeias mais bonitas de Espanha.

## Demografia
| Variação demográfica do município entre 1991 e 2004 | Variação demográfica do município entre 1991 e 2004 | Variação demográfica do município entre 1991 e 2004 | Variação demográfica do município entre 1991 e 2004 |
| --------------------------------------------------- | --------------------------------------------------- | --------------------------------------------------- | --------------------------------------------------- |
| 1991                                                | 1996                                                | 2001                                                | 2004                                                |
| 170                                                 | 153                                                 | 155                                                 | 149                                                 |